# Astrid Lindgren
Astrid Lindgren (Zweedse uitspraak: [ˈastrɪd ˈlɪndɡreːn]), geboren als Astrid Anna Emilia Ericsson (Näs (bij Vimmerby), 14 november 1907 – Stockholm, 28 januari 2002) was een Zweedse schrijfster van verhalen voor zowel kinderen als volwassenen.

## Levensloop en gezinsleven
Ericsson groeide op nabij Vimmerby in Småland in het zuiden van Zweden, op de boerderij Näs die haar ouders, Samuel August Ericsson (1875-1969) en Johanna Sofia Hanna Jonsson (1879-1961), pachtten. Astrid was hun tweede kind. Ze had een oudere broer, Gunnar (1906-1974), en later twee jongere zussen, Stina (1911-2002, getrouwd met Hergin) en Ingegerd (1916-1997).

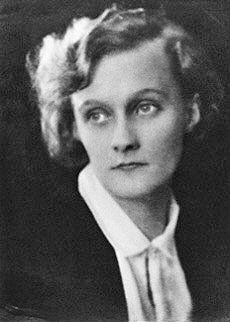
Astrid Lindgren
(1924)

Toen ze 18 jaar oud was en journaliste in opleiding bij de lokale krant Vimmerbytidningen, werd ze zwanger. De vader van het kind, de hoofdredacteur van de krant, wilde met haar trouwen, maar zij sloeg dit aanzoek af en verhuisde naar Stockholm. Haar kind, een zoon die de naam Lars ('Lasse') kreeg, werd geboren op 4 december 1926 in het Rijkshospitaal van Kopenhagen. Ze had van een advocaat hulp gekregen om de formaliteiten te regelen. Dit was het enige ziekenhuis in Scandinavië waar kinderen geboren konden worden zonder informatie door te geven aan publieke instanties; in het bijzonder hoefde ze de naam van de vader niet op te geven. Het kind woonde daar de eerste paar jaar van zijn leven in een pleeggezin, totdat Astrid Lindgren hem naar Stockholm haalde in 1929 toen zijn pleegmoeder ziek werd. In de tussentijd spaarde ze haar loon op van haar bescheiden kantoorbaan en bezocht hem zo vaak ze kon. In het begin woonden ze samen op de kamer die ze huurde. Omdat er geen kinderdagverblijven bestonden, paste de hospita overdag op Lars. De zomer daarna werd hij bij Lindgrens ouders thuis in Näs geplaatst. In Stockholm leerde ze voor secretaresse, kreeg werk als kantoorhulp en stenografe en woonde daar de rest van haar leven.
In 1928 begon ze als secretaresse bij de Zweedse automobilistenorganisatie Motormännens Riksförbund en ontmoette daar haar toekomstige echtgenoot, Sture Lindgren (1898-1952), die daar op dat moment kantoorchef was. Ze trouwden in april 1931 en zij nam zijn achternaam aan. Ze verhuisden naar een tweekamerflat aan de Vulcanusgatan en haalden Lars terug naar Stockholm. Op 21 mei 1934 kregen ze hun dochter Karin. Lindgren stopte daarna met haar werk en was tot en met 1937 thuis met de baby.
In 1941 verhuisde het gezin naar een flat op nummer 46 in de Dalagatan, die uitkeek op het Vasapark. In overeenstemming met haar bescheiden persoonlijkheid woonde Lindgren de rest van haar leven in deze driekamerflat.
Dochter Karin trouwde in 1958 met Carl-Olof Nyman en nam de achternaam van haar man aan. Zoon Lars was op dat moment al getrouwd. Astrid Lindgren woonde na het overlijden van haar man (in 1952) en het uit huis gaan van de kinderen alleen. Lars overleed in 1986.
Samen kregen de Lindgrens zeven kleinkinderen. Zes van hen zijn Mats Lindgren, Annika Lindgren, Anders Lindgren, Carl Johan Nyman, Olle Nyman en Nils Nyman.

## Werk
Naast haar schrijversbaan werkte Astrid Lindgren vanaf haar 40e tot en met haar 63e als redactrice bij de uitgeverij Rabén & Sjögren, die tevens al haar boeken uitgaf. Van haar volwassen leven is, behalve van haar schrijversleven, niet veel bekend, omdat ze haar persoonlijke leven voor zichzelf hield.

## Schrijverschap
Lindgren beschreef haar vader, Samuel August, als een uitstekende verteller die tot in het kleinste detail in staat was mensen, milieu en situaties uit het Smålandse landschap levend te maken. Hij was zeer belangrijk voor haar en zijn verhalen zijn terug te vinden in haar boeken. Ze heeft een biografie van haar ouders geschreven, die uit liefde trouwden, samen een goed leven hadden, er als ouders waren voor hun kinderen en hen veel speelruimte gaven. Hun liefdesverhaal heeft ze opgeschreven in Samuel August från Sevedstorp och Hanna Hult, dat uitkwam in 1976.
Haar schrijven is sterk beïnvloed door haar jeugd in het Småland van het begin van de twintigste eeuw. Hieraan ontleende ze de natuur en het milieu van haar meeste boeken. Haar eigen beschermde jeugd was de sleutel hiertoe.
Vanaf haar vijfde las ze alles wat ze tegenkwam en op school kreeg ze voortdurend te horen dat ze later beslist schrijfster zou worden. Daarom nam ze zich voor dat ze dat nooit zou doen. Op dertienjarige leeftijd schreef ze een klein verhaal voor de lokale krant waar ze later werk kreeg. In de jaren dertig schreef ze twee verhalen voor het tijdschrift Landsbygdens jul en iedere avond vertelde ze een verhaaltje voor haar kinderen. Haar schrijverschap begon met een verhaal over Pippi Langkous (Zweeds: Pippi Långstrump).

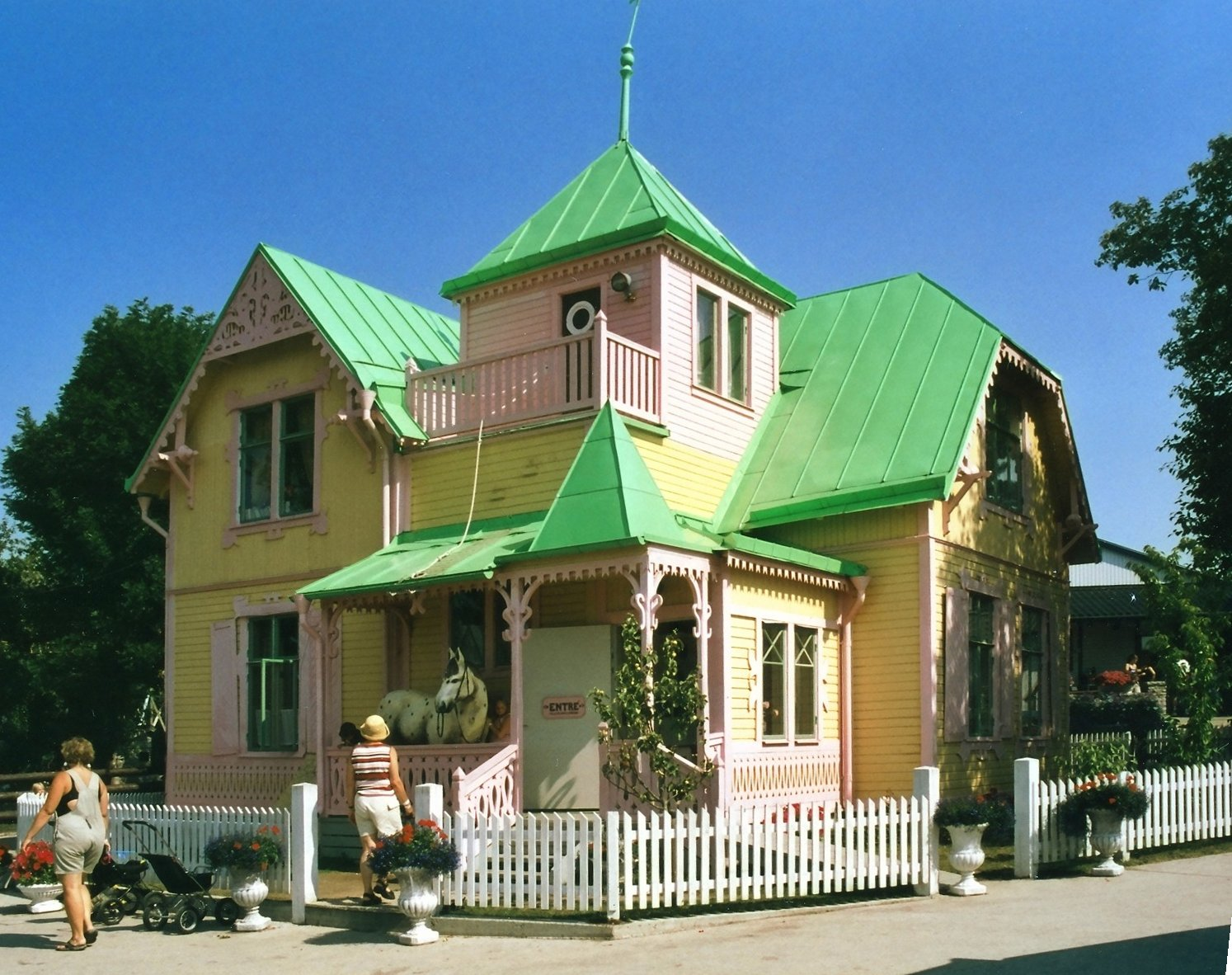
Villa Kakelbont

De geschiedenis van Pippi Langkous begon in de winter van 1941, toen Karin, zeven jaar oud, met longontsteking in bed lag en haar moeder vroeg een verhaaltje te vertellen over Pippi Langkous, een naam die ze op dat moment bedacht. Lindgren begon te vertellen en het verhaal nam vorm aan. Het duurde echter veel langer voordat ze het opschreef. Dit was voor het eerst drie jaar later, bedoeld als cadeau voor Karins tiende verjaardag.
In 1944 kwam haar eerste boek uit, "Britt-Mari lättar sitt hjärte" (Britt-Mari lucht haar hart) en ze behaalde hiermee de tweede prijs in een kinderboekenwedstrijd. Het jaar daarna won ze met een manuscript van Pippi Langkous, dat ze eerder, in een andere versie, teruggestuurd had gekregen van een uitgeverij. Pippi Langkous werd het begin van een nieuw tijdperk in de kinderboekenwereld. Ze werd een symbool voor de vrije mens die conventies en autoriteiten overboord zette en zo het kind en de kinderliteratuur bevrijdde van de zware moraal. Samen met Tove Jansson en Lennart Hellsing wordt Astrid Lindgren daarom wel beschouwd als een van de zogenaamde ‘giganten’ van de Zweedstalige kinderliteratuur, die de leefwereld en de fantasie van het kind centraal plaatsten.
Toen Lindgren debuteerde als schrijfster, maakte ze een periode van ziekte en zorgen om de familie door. Vooral de herfst van 1944 was zorgelijk. Ze begon spontaan te schrijven, als een uitweg van de werkelijkheid en een therapie tegen de zorgen: "Als ik schrijf, ben ik onbereikbaar voor alle zorgen".
Ze heeft voor kinderen zowel idyllische verhalen als detectiveverhalen of verhalen over eenzame kinderen geschreven. Daarnaast schreef Lindgren essays en boeken voor volwassenen, plaatjesboeken, liedjesteksten en scripts voor film en theater. Ongeveer 40 films zijn gebaseerd op haar boeken.
Volgens de Noorse schrijfster Jo Tenfjord lachte ze altijd om degenen die haar boeken wilden 'psychologiseren'. Als iemand over haar rug heen pretentieus probeerde te zijn door een 'niet essentiële' vraag te stellen, kon ze daar plotseling in het Smålandse dialect op antwoorden met: "Hoeveel kost een gemiddeld bruin paard?" Er werd gezegd dat ze haar hele leven het kind in zich behield. Zelf zei ze dat ze altijd "een soort speelsheid ten opzichte van het leven" had. Ze bedoelde dat kinderen een speciaal soort humor hebben en dat die aanwezig moet zijn in kinderboeken. Bovendien vond ze dat kinderen behoren te weten van verdriet, kwaad en de dood. Die zijn aanwezig in de wereld en kinderen moeten daarmee leren omgaan. In het bijzonder in De gebroeders Leeuwenhart (Bröderna Lejonhjärta) schrijft ze over de dood.

Ik wil schrijven voor een publiek dat wonderen schept. Kinderen scheppen wonderen als ze lezen.

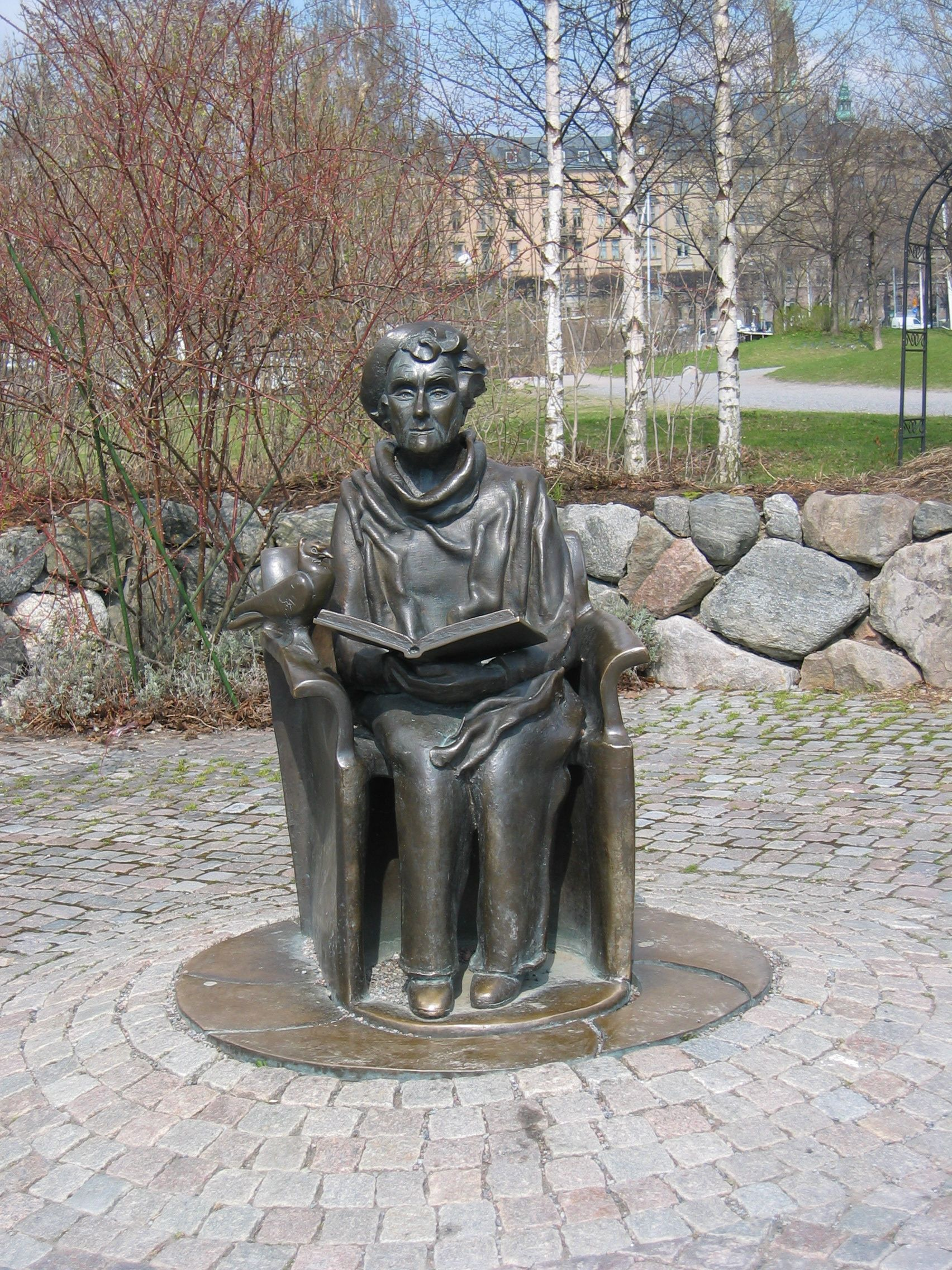
Standbeeld in Stockholm voor het kindermuseum Junibacken.

In interviews gaf ze vaak een nonchalante en humoristische indruk, maar de Zweedse letterkundige Vivi Edström, die haar nalatenschap beheerde, liet zien dat ze een belezen auteur en intellectueel was. Vele sporen van andere literatuur zijn in haar boeken terug te vinden.
Haar laatste manuscript, een kort verhaal, leverde Lindgren af toen ze 74 jaar was.

### Vertalingen
Haar boeken zijn vertaald in bijna 90 talen in 100 landen, waaronder Thai, Russisch, Arabisch en Slowaaks. Ze verkocht in totaal meer dan 100 miljoen exemplaren.
Pippi Langkous was het eerste boek van Lindgren dat in het Duits vertaald werd. Dit boek was reeds geweigerd door vijf Duitse uitgeverijen voordat een net begonnen uitgeverij in 1949 zich waagde aan de publicatie. Lindgren bleef bij deze uitgeverij.
De Franse vertaling van Pippi Langkous verscheen in 1951 en werd streng gecensureerd, omdat het boek werd beschouwd als anarchistisch en provocerend. De eerste ongecensureerde Franse versie van Pippi Langkous verscheen pas meer dan 40 jaar later in 1995.

### Archief
Het persoonlijk archief van Lindgren, met onder andere een groot deel van haar originele manuscripten en een grote collectie lezersbrieven, bevindt zich in de Koninklijke Bibliotheek in Stockholm en staat sinds 2005 op de Werelderfgoedlijst voor documenten.

## Politiek actief
Astrid Lindgren was politiek zeer betrokken en de laatste dertig jaar van haar leven uitte ze zich vaak in maatschappelijke debatten.
Ze sprak zich uit als tegenstander van de opname van Zweden in de Europese Unie, ze verdedigde de rechten van het dier en nam deel aan milieudebatten. Haar verhaal Pomperipossa i Monismanien, dat verscheen in het avondblad Expressen, was het begin van een belastingrel in Zweden, die indirect leidde tot het verliezen van verkiezingen najaar 1976 door de regering van Olof Palme. Daarna kwamen de sociaaldemocraten voor de eerste keer in 44 jaar niet in de regering.
Het verhaal schreef ze nadat ze erachter was gekomen 102% belasting te hebben betaald (het gaat hier om de marginale belastingdruk) en de minister van Financiën Gunnar Sträng spottend beweerde dat de uitgeverij een rekenfout gemaakt had. Later moest hij erkennen dat dit niet het geval was.
In een referendum in 1980 nam Lindgren een duidelijk standpunt in tegen kernenergie.
Enkele jaren later kregen de sociaaldemocraten haar steun terug toen minister Ingvar Carlsson haar en de rest van Zweden, tegemoetkwam met een nieuwe dierenrechtenwet in 1988. Deze wet kreeg de naam Lex Lindgren, maar Lindgren noemde de wet gebakken lucht, omdat deze niet bewerkstelligde wat die beloofde.
Mede omdat Lindgren de Vredesprijs van de Duitse Boekhandel kreeg uitgereikt, schreef ze de toespraak "Nooit geweld". Maar ze mocht hem niet voordragen, omdat ze hierin huiselijk geweld met geweld op wereldniveau vergeleek, wat het Duitse publiek zou kunnen schokken. Lindgren zelf vond, dat als men de prijs aan een kinderboekuitgever zou geven, men erop moest rekenen dat ze de kinderkamer als uitgangspunt zou nemen. Als ze de speech niet mocht houden, wilde ze niet komen. Ze hield haar toespraak toch. Deze werd in een grote oplage gedrukt en werd zeer invloedrijk. Het jaar erna kreeg Zweden een wet tegen kindermishandeling.
Gedurende haar hele leven was ze sterk betrokken bij de rechten van het kind. Margareta Strömstedt schreef in haar biografie dat het Lindgren kwelde dat ze niet zoveel bij de eerste jaren van haar zoon kon zijn. Dit kan een van de redenen zijn dat ze zich bekommerde om de rechten van het kind, niet in de laatste plaats in haar boeken. Lindgrens eigen antwoord op de vraag waarom ze kinderboeken schreef, was dat ze "schreef voor het kind in zichzelf".
Lindgren doneerde veel van haar rijkdom aan zaken waarin ze geloofde, waaronder aan schrijvers die in hun vaderland vervolgd werden.

## Overlijden en begrafenis
Astrid Lindgren overleed op 28 januari 2002 in haar appartement in Stockholm na een kort ziekbed vanwege een virusinfectie. Lindgren had reeds in 1988 afgesproken met een vrouwelijke dominee dat die de begrafenis zou leiden. Het jaar ervoor had Lindgren een uitgebreid testament geschreven.
De begrafenisdienst in de Storkyrkan of Grote Kerk werd bijgewoond door 1500 mensen, onder wie koning Carl XVI Gustaf, koningin Silvia en toenmalig premier Göran Persson. De Storkyrkan is de kerk waar gewoonlijk het Zweedse koningshuis zijn huwelijken en kroningen houdt.
Astrid Lindgren werd begraven op Internationale Vrouwendag, 8 maart 2002. Op haar wens werd ze in het graf van haar ouders in Vimmerby bijgezet. Op het graf ligt een grote steen die afkomstig is uit de omgeving waar ze opgroeide.
Op 8 juni 1996 werd op het Zweedse eiland Djurgården in het centrum van Stockholm het kindermuseum  Junibacken opgericht. Het museum met kinderboeken bevat vooral boeken van Astrid Lindgren.

## Naar Astrid Lindgren vernoemde prijzen
- De Astrid Lindgrenprijs werd in 1967 ingesteld door de boekuitgeverij Rabén & Sjögren met als doel Zweedse auteurs van kinderboeken te belonen.
- In 1969 werd in Duitsland eveneens een Astrid Lindgrenprijs ingesteld.
- De Astrid Lindgren Memorial Award werd ingesteld in 2002 door de Zweedse regering. De prijs gaat naar kinderboekenschrijvers, -tekenaars of -organisaties die de rechten van het kind en het lezen van het kind in Astrid Lindgrens gedachtegoed promoten.

## Vernoemd naar Astrid Lindgren

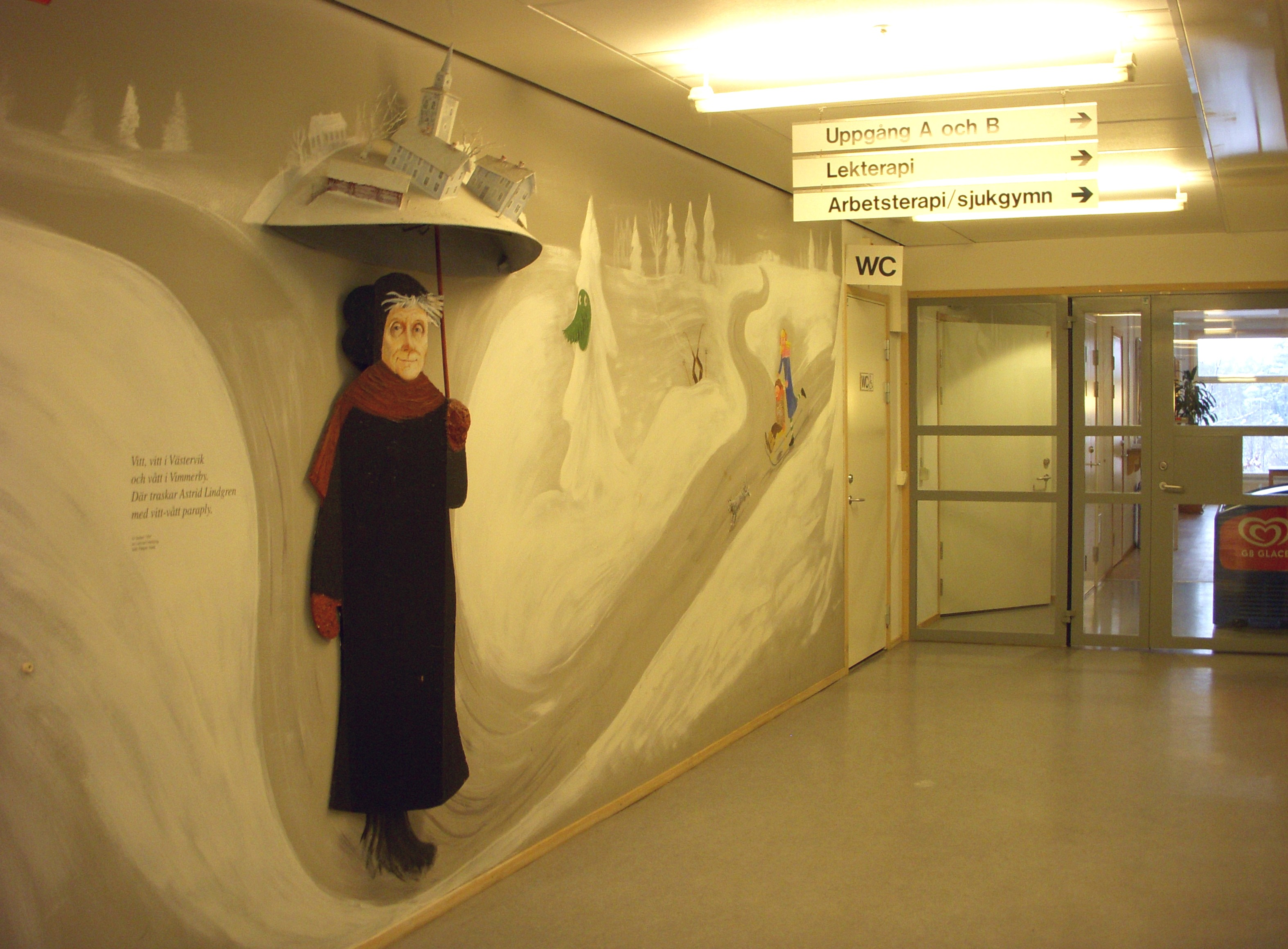
Astrid Lindgren's Barnsjukhus in Solna

- Astrid Lindgrens Värld, themapark in Vimmerby;
- Astrid Lindgrens skola, een school in Vimmerby;
- Astrid Lindgrens gata, een straat in Vimmerby, Norrtälje en Ystad;
- Astrid Lindgrens Terass, Stockholm;
- Astrid Lindgrens Barnsjukhus, een kinderziekenhuis, Solna;
- Astrid Lindgrens berg, in het Hansta naturreservat (1989);
- planetoïde nr. 3204;
- De Zweedse onderzoekssatellieten Astrid 1 (1995) en Astrid 2 (1998);
- Die Astrid-Lindgren-Schulen in Duitsland, ook wel AL-Schule, waarvan er meer dan 100 zijn;
- Astrid Lindgren Kinderopvang, kinderdagverblijven in Utrecht, Nieuwegein en Culemborg;
- Astrid Lindgren Näs, cultuurcentrum in Vimmerby.

## Prijzen, onderscheidingen (selectie)
Lindgren heeft een groot aantal Zweedse en internationale literaire onderscheidingen gekregen.
- 1950 - Nils Holgersson-plaket
- 1958 - Hans Christian Andersenprijs
- 1963 - Opgenomen in het genootschap "De Negen"
- 1970 - Expressens Heffaklump
- 1971 - Grote Gouden Medaille van de Zweedse Academie
- 1973 - Zilveren Griffel (voor Lotta uit de Kabaalstraat)
- 1975 - Medaille Litteris et Artibus
- 1975 - Zilveren Griffel (voor De gebroeders Leeuwenhart)
- 1978 - Vredesprijs van de Duitse Boekhandel
- 1983 - Zilveren Griffel (voor Ronja de roversdochter)
- 1987 - Tolstojmedaille
- 1990 - Frödingstipendium
- 1994 - Right Livelihood Award
- 1997 - Zweed van het Jaar
- 2000 - Eredoctoraat van de Universiteit van Linköping

## Secundaire literatuur
- Margareta Strömstedt (1977). Astrid Lindgren - en levnadsteckning. Rabén & Sjögren, Stockholm. ISBN 91-29-50279-9.
- Paul Berf, Astrid Surmatz (Hrsg.): Astrid Lindgren. Zum Donnerdrummel! Ein Werk-Porträt. Zweitausendeins, Frankfurt 2000 ISBN 3-8077-0160-5
- Vivi Edström: Astrid Lindgren. Im Land der Märchen und Abenteuer. Oetinger, Hamburg 1997 ISBN 3-7891-3402-3
- Maren Gottschalk: Jenseits von Bullerbü. Die Lebensgeschichte der Astrid Lindgren. Beltz & Gelberg, Weinheim 2006 ISBN 3-407-80970-0
- Jörg Knobloch (Hrsg.): Praxis Lesen: Astrid Lindgren: A4-Arbeitsvorlagen Klasse 2-6, AOL-Verlag, Lichtenau 2002 ISBN 3-89111-653-5
- Sybil Gräfin Schönfeldt : Astrid Lindgren. 10. Aufl., Rowohlt, Reinbek 2000 ISBN 3-499-50371-9
- Margareta Strömstedt: Astrid Lindgren. Ein Lebensbild. Oetiger, Hamburg 2001 ISBN 3-7891-4717-6
- Vladimir Oravsky: van Astrid tot Lindgren. de Rode Kamer, Haarlem 2006 ISBN 9078124016
- Astrid Surmatz: Pippi Långstrump als Paradigma. Die deutsche Rezeption Astrid Lindgrens und ihr internationaler Kontext. Francke, Tübingen, Basel 2005 ISBN 3-7720-3097-1
- Rita Törnqvist Verschuur: Den Astrid jag minns (exists in Swedish and in Dutch, written by her Dutch translator)

## Voetnoten
1. ↑  BBC News | ARTS | Crowds say farewell to Pippi author

- Bibsys: 90057196
- Biblioteca Nacional de Chile: 000846814
- Biblioteca Nacional de España: XX979881
- Bibliothèque nationale de France: cb119130583 (data)
- Catàleg d'autoritats de noms i títols de Catalunya: 981058507928106706
- CiNii: DA01539489
- Digitale Bibliotheek voor de Nederlandse Letteren: lind031
- Gemeinsame Normdatei: 118573217
- International Standard Name Identifier: 0000 0000 8402 9206
- KulturNav: 41f092f1-2a38-4f60-b5e1-c99091ecba64
- Library of Congress Control Number: n80037023
- Nationale Bibliotheek van Letland: 000000031
- MusicBrainz: 07604f0c-218b-4233-94d9-57c4a5432c3a
- Bibliotheek van het Japanse parlement: 00447734
- Nationale Bibliotheek van Tsjechië: jn19990005095
- Nationale bibliotheek van Australië: 36536855
- Nationale Bibliotheek van Israël: 987007289902605171
- Nationale Bibliotheek van Polen: a0000001183063
- Nationale en Universitaire bibliotheek Zagreb: 000007836
- Nederlandse Thesaurus van Auteursnamen: 068911408
- Istituto Centrale per il Catalogo Unico: CFIV005612
- LIBRIS: 71639
- SNAC: w60v8xk8
- Système universitaire de documentation: 026990695
- Trove: 1279199
- Virtual International Authority File: 97119817
- WorldCat: E39PBJhxkf4f4G7VDJqV7cFqcP